# Moses Norris, Jr.
Moses Norris, Jr. (Pittsfield, 1799. november 8. – Washington, 1855. január 11.) az Amerikai Egyesült Államok szenátora (New Hampshire, 1849–1855).